# Svjetsko prvenstvo u košarci – Grčka 1998.
Svjetsko košarkaško prvenstvo 1998. je održano u Ateni u Grčkoj, od 29. srpnja do 9. rujna 1998. godine. 

## Konačni poredak
1.  Srbija i Crna Gora

2.  Rusija

3.  SAD

4.  Grčka

5.  Španjolska

6.  Italija

7.  Litva

8.  Argentina

9.  Australija

10.  Brazil

11.  Portoriko

12.  Kanada

13.  Nigerija

14.  Japan

15.  Senegal

16.  Južna Koreja

Najbolja prva petorica prvenstva:
- Željko Rebrača,  Srbija i Crna Gora
- Gregor Fučka,  Italija
- Arturas Karnišovas,  Litva
- Alberto Herreros,  Španjolska
- Vasilij Karašev,  Rusija